# Xianfeng
Xianfeng (咸丰T, XiánfēngP; Pechino, 17 luglio 1831 – Chengde, 22 agosto 1861) fu imperatore della Cina, appartenente alla dinastia Qing.

## Biografia

### I primi anni
Yizhu nacque nel 1831 nel Vecchio Palazzo Estivo imperiale, a 8 km a nord-est dalle mura di Pechino, quarto figlio dell'imperatore Daoguang. Sua madre era la concubina imperiale Quan, del clan Manchù di Niuhuru; divenne imperatrice nel 1834, meglio nota poi con il nome di Xiao Quan Cheng (孝全成皇后).
Prescelto come principe ereditario durante gli ultimi anni di regno di Daoguang, Yizhu era particolarmente rinomato in Cina per la sua passione per la letteratura e le qualità amministrative di gran lunga migliori dei suoi fratelli. Ascese al trono nel 1850 all'età di 19 anni. La situazione dello Stato in quel momento storico non era delle migliori, soprattutto per le sempre maggiori ingerenze degli europei in Asia, ma questa situazione non si rifletté nel nome che scelse per ascendere al trono, Xianfeng (咸丰/咸豐), che significava "Prosperità Universale". La rivolta dei Taiping scoppiò infatti nel 1851 e portò alla sollevazione di molte provincie cinesi ma fin da principio Xianfeng si dimostrò energico, inviando molti mandarini come Zeng Guofan e personalità di spicco per l'epoca, come il generale mongolo Senggelinqin, a sopprimere violentemente la rivolta con successi ad ogni modo limitati. Gran parte di queste ribellioni scoppiarono per questioni religiose di confronti tra confuciani e musulmani.

### L'imperialismo occidentale

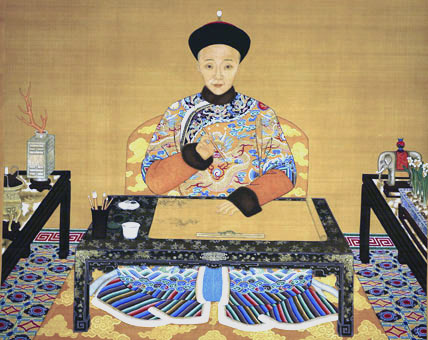
L'Imperatore Xianfeng mentre pratica la calligrafia

La politica imperialista di molte potenze europee, aveva portato a influenza colonialiste anche in Asia, e la Cina non venne risparmiata. La debolezza intrinseca all'Impero cinese, attirava del resto molti conquistatori (soprattutto inglesi e francesi) a provocare lo scoppio di molte rivolte, soprattutto nell'area costiera presso Tientsin, nel tentativo poi di negoziare la pace con l'Imperatore. Xianfeng, sotto l'influenza della concubina Yi (懿貴妃, poi potentissima imperatrice consorte con il nome di Cixi), confidò pienamente nella superiorità cinese e non accettò mai le richieste dei coloni. Delegò pertanto Yixin, principe Gong alla definizione di molti dei negoziati che però non risolsero le controversie. Il 18 ottobre 1860 le potenze occidentali attaccarono la Cina e bruciarono sia la residenza imperiale estiva di Qīngyī Yuán (清漪园/清漪園) che il vecchio palazzo estivo di Yuánmíng Yuán (圆明园/圓明園).
A questo punto i negoziati si dimostrarono necessari, ma l'Imperatore Xianfeng preferì spostarsi assieme alla corte nel palazzo imperiale a nord di Jehol. Ammalatosi gravemente, Xianfeng perse gran parte della propria abilità di governo e non fu nei fatti in grado di reggere le redini del governo.

### La fine
Xianfeng morì il 22 agosto 1861 nella residenza estiva (行宮 xinggong) di Jehol, a 230 chilometri a nord-est di Pechino. A lui successe il figlio Tongzhi che aveva appena sei anni e che venne dapprima guidato da Sushun e dal suo gruppo; successivamente passò sotto la tutela dell'imperatrice Cixi.

### Consorti
1. Imperatrice Xiao De Xian (孝德显皇后萨克达氏) del clan Sakota (1835-1850)
2. Imperatrice Xiao Zhen Xian (慈安太后) del clan Niuhuru (1837-1881)
3. Consorte imperiale e poi Imperatrice madre Cixi (懿貴妃) (1835-1908)
4. Consorte Li (庄靜皇貴妃) (1837-1890)
5. Nobile Consorte Imperiale Duan Ge (端恪皇貴妃) del clan Tongiya (1844-1910)
6. Consorte imperiale Mei (玫貴妃) (1837-1890)
7. Consorte imperiale Ji (吉妃) (? - 1905) del clan Wang
8. Consorte imperiale Xi (禧妃) (? - 1878) del clan Chahala
9. Consorte imperiale Qing (慶妃) (? -1886)
10. Consorte d'onore Wan (? - 1894)
11. Concubina imperiale Yun (雲嬪) (? - 1855) del clan Wugiya

### Figli
1. principe Zaichun, (figlio di Cixi), che divenne imperatore con il nome di Tongzhi.
2. un figlio maschio nato e morto.
3. principessa Rongan Ku Lun (榮安固倫公主) (figlia della concubina Li).

Xianfeng aveva uno spiccato appetito sessuale ed era amante del teatro e dell'alcol, divenendo anche molto violento durante lo stato di ubriachezza. Era riconosciuto come un grande fumatore di oppio.